# La Main (roman)
La Main est un roman policier de Georges Simenon, paru en 1968 aux Presses de la Cité. Ce roman fut écrit à Epalinges (canton de Vaud), en Suisse, le 29 avril 1968.

## Résumé
Les Sanders passent le week-end chez leurs amis Dodd. Ils se rendent ensemble à une réception organisée par les Ashbridge : les libations vont bon train et Donald Dodd est troublé en découvrant par hasard Ray Sanders dans les bras de la maîtresse de maison.
Au retour, une violente tempête de neige empêche la voiture de Dodd d'atteindre sa maison et les deux couples amis doivent effectuer à pied la fin du parcours. À l'arrivée, on s'aperçoit que Ray, perdu dans le blizzard, n'est pas là. Donald fait mine d'aller à sa recherche dans la neige, mais, abruti par la fatigue et l'alcool, il préfère se réfugier dans la grange. Là, tout en fumant cigarette sur cigarette, il se plonge dans de confuses réflexions : il lui semble que son attachement à Ray n'est en fait qu'une envie mal déguisée pour cet homme qui a financièrement réussi et à qui la vie ne refuse rien, tandis que lui, Donald, de rang plus modeste, se sent lié à sa femme et à sa profession par une dépendance dont il souffre. Il se met alors à détester Ray et se convainc sans peine qu'il vient de le tuer en ne se portant pas à son secours. 
Dans la maison où le téléphone et l'électricité ont été coupés, les Dodd et Mona Sanders dorment côte à côte sur des matelas devant le feu, en attendant que les communications soient rétablies. Donald voudrait saisir la main de Mona, mais il n'ose : n'est-elle pas comme le symbole de l'affranchissement auquel il aspire ?
Le lundi, les recherches s'organisent et on retrouve le corps de Ray, qui est tombé du haut d'un rocher. Donald ne se sent pas moins responsable de sa mort. 
Mona rentrée à New York, c'est Donald qui, comme avocat, s'occupe de la succession. La veuve de son ami devient sa maîtresse jusqu'au moment où elle se remarie. Dans l'entre-temps, Mona lui a révélé que son mari admirait Donald, son ancien compagnon d'études demeuré fidèle à sa vocation de juriste. Il en était résulté chez Ray Sanders un état dépressif et, qui sait ?, sa mort accidentelle n'est peut-être qu'un suicide. C'est le contraire de ce qu'avait supposé Donald. 
Pendant sa liaison avec Mona, Donald a cru devenir un autre homme. Mais il n'en a pas moins senti s'exercer sur lui l'emprise de sa femme. Ou ce qu'il croit tel : cette douceur parfaite d'Isabel qui semblé vouloir le consoler de la mort de son ami. Or, Donald est de plus en plus hanté par ses fantasmes. Son état physique et moral se dégrade au fur et à mesure qu'il s'imagine qu'Isabel est au courant de tout et que son regard compréhensif est la marque d'un défi, d'un triomphe silencieux. C'en est trop pour Donald. Il songe à se suicider, mais, une nuit d'insomnie, c'est lui qui tire sur Isabel.

## Aspects particuliers du roman
Roman à la première personne où le héros relate, sous forme de mémoires, les événements survenus durant les quatre mois et demi qui vont de la mort de son ami au meurtre de sa femme. Le récit est d’un psychopathe qui se cherche à travers un discours au style souvent haché, parsemé de phrases interrogatives. 

## Fiche signalétique de l'ouvrage

### Cadre spatio-temporel

#### Espace
Brentwood (Connecticut). New York. 

#### Temps
Époque contemporaine.

### Les personnages

#### Personnage principal
Donald Dodd, Américain. Avocat à Brentwood. Marié, deux filles en pension (15 et 12 ans). 45 ans.

#### Autres personnages
- Isabel, son épouse, la quarantaine
- Ray Sanders, directeur d’une agence de publicité après avoir fait des études de droit, 45 ans
- Mona Sanders, épouse de Ray, proche de la quarantaine.

## Éditions
- Prépublication en feuilleton dans le mensuel La Revue des Deux Mondes, du 1er octobre 1968 au 1er janvier 1969
- Édition originale : Presses de la Cité, 1968
- Tout Simenon, tome 14, Omnibus, 2003  (ISBN 978-2-258-06055-5)
- Livre de Poche, n° 32641, 2012  (ISBN 978-2-253-16710-5)
- Romans durs, tome 12, Omnibus, 2013  (ISBN 978-2-258-09399-7)
- Romans durs, tome 12, Omnibus, 2023  (ISBN 978-2-258-20269-6)

## Adaptations
- 1990 : La Main, téléfilm allemand réalisé par Carlo Rola, avec Vadim Glowna (Donald Anders), Iris Berben (Mona Sander), Monika Lundi (Isabel Anders).

## Source
- Maurice Piron, Michel Lemoine, L'Univers de Simenon, guide des romans et nouvelles (1931-1972) de Georges Simenon, Presses de la Cité, 1983, p. 238-239  (ISBN 978-2-258-01152-6)